# ОФК
Фудбалска конфедерација Океаније (енгл. Oceania Football Confederation), позната по свом акрониму ОФК (од енгл. OFC), је једна од шест фудбалска конфедерација на свету. Формирана је 1966. године од националних савеза Аустралије, Новог Зеланда, Фиџија и Папуе Нове Гвинеје. Седиште организације је у Окланду, Нови Зеланд.
ОФК организује:
- Куп Океаније
- ОФК шампионат у фудбалу за жене
- Лигу шампиона Океаније

## Земље чланице
- Америчка Самоа
- Кукова Острва
- Фиџи
- Нова Каледонија
- Нови Зеланд
- Папуа Нова Гвинеја
- Самоа
- Соломонова Острва
- Тахити
- Тонга
- Вануату